# تلمبة شهيد شاه عبادي (نغار بردسير)
تلمبة شهيد شاه عبادي (بالإنجليزية: Tolombeh-ye Shahid Shah Abadi)‏ هي مستوطنة تقع في إيران في كرمان. يقدر عدد سكانها بـ 24 نسمة .